# 比弗 (明尼蘇達州)
比弗（英語：Beaver）是位於美國明尼蘇達州威諾納縣懷特沃特鎮區的一個非建制地區。

## 歷史
比弗的郵局於1857年設立，其後於1906年停運。

## 地理
比弗所處的海拔為高於海平面216米（即709英呎），而該地所採用的時區為UTC-6，即北美中部時區（CST）。同時該地設有夏令時間，為UTC-6調快一小時，即UTC-5（CDT）。